# Корнево (платформа)
Ко́рнево — платформа Ириновского направления Октябрьской железной дороги на 22-м километре линии Пискарёвка — Ладожское Озеро.

## История
Станция Корнево была открыта в составе Ириновской железной дороги в 1892 году.

КОРНЕВО — станция Ириновской жел. дороги 1 двор, 4 м. п., 3 ж. п., всего 7 чел. (1896 год)

В 1911 году последняя владелица мызы Рябово Лидия Филипповна Всеволожская, начала устройство крупного дачного посёлка, для чего выделила из мызы и размежевала к востоку и смежно со станцией Корнево 91 участок.
18 марта 1942 года, на основании постановления Военного совета Ленинградского фронта № 00713 «О выселении из Ленинграда в административном порядке социально опасного элемента», со станции Корнево был отправлен эшелон с депортируемыми в Сибирь ингерманландцами. 
Платформа была электрифицирована в 1966 году в составе участка Мельничный Ручей — Ладожское Озеро. На платформе останавливаются все проходящие через неё пригородные электропоезда.

## Описание
Расположена на однопутном участке Мельничный Ручей — Ладожское Озеро, между платформами Романовка и Проба в одноимённом пристанционном посёлке Всеволожского района Ленинградской области. Имеет одну боковую платформу, расположенную с левой стороны пути, регулируемый железнодорожный переезд к югу от неё и кассовый павильон.
На подходе к платформе со стороны Мельничного Ручья, за 500 метров до переезда, от главного пути на север отходит подъездной путь.
Близ платформы проходит шоссе «Дорога жизни» (автодорога 41К-064 (Санкт-Петербург — Морье)), на ней в черте посёлка Романовка находится монумент «Катюша» — один из памятников на сухопутной части Дороги жизни. 

## Фото

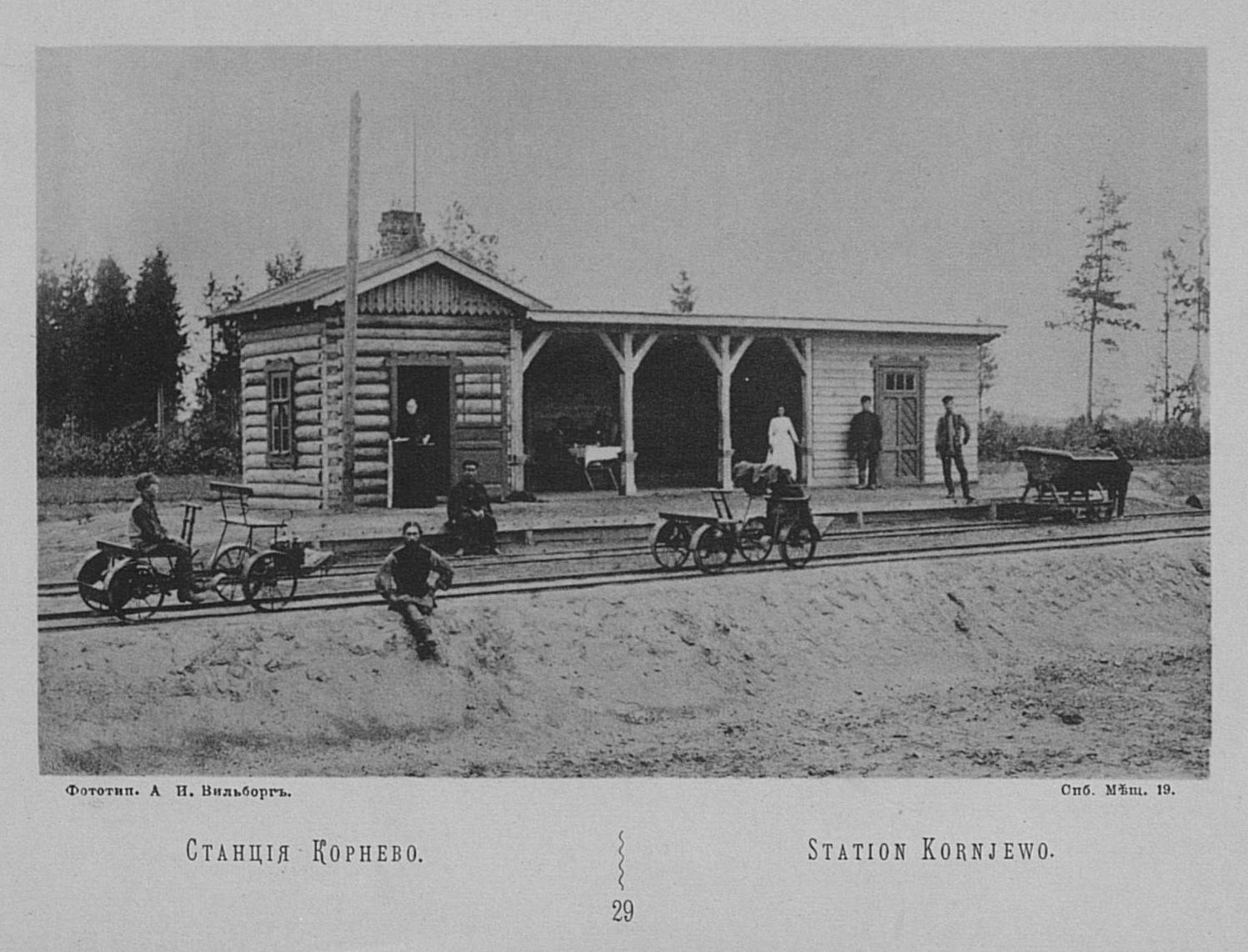
Станция Корнево. 1892 год
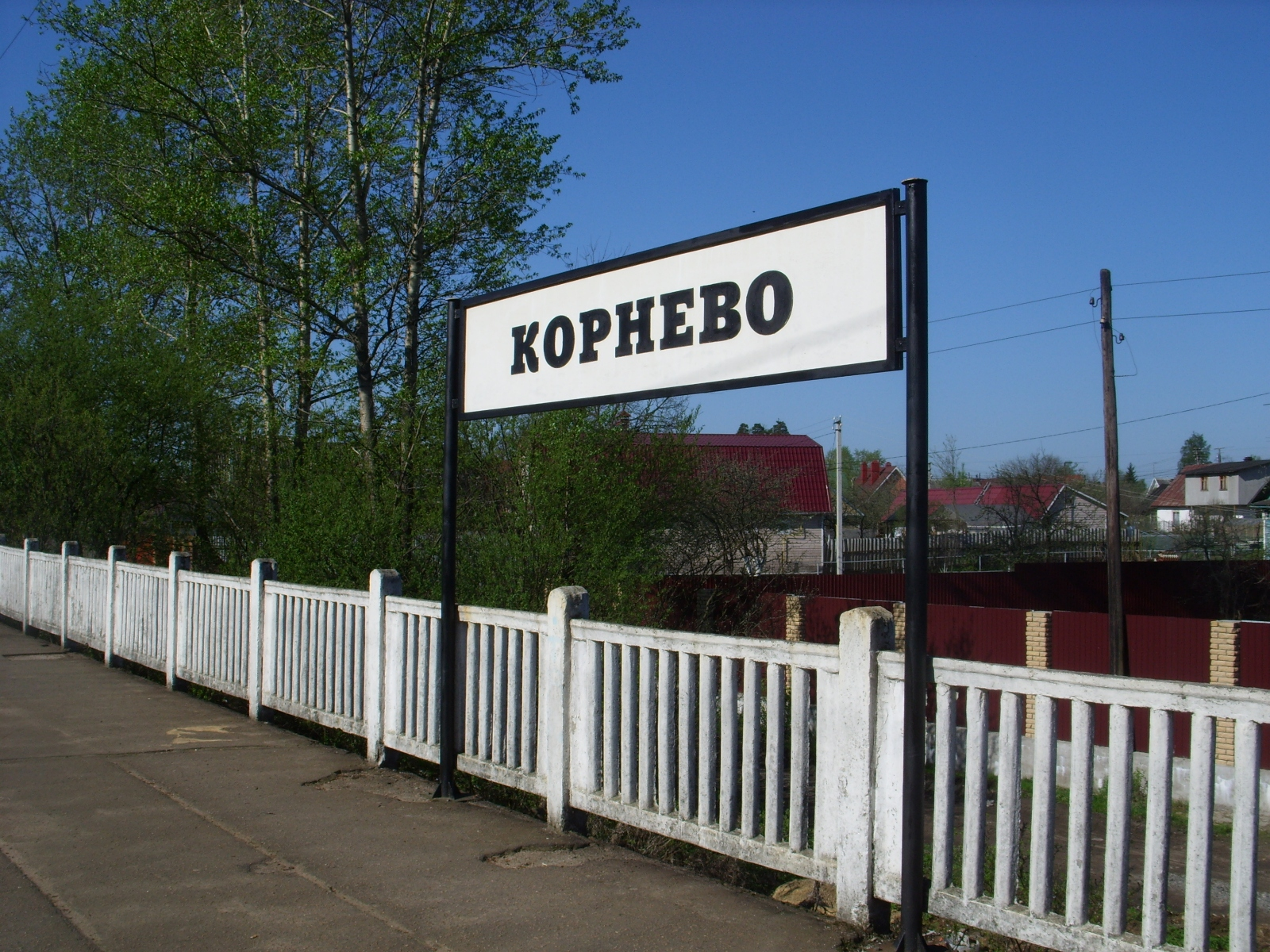
Указатель с названием платформы. 2010 год
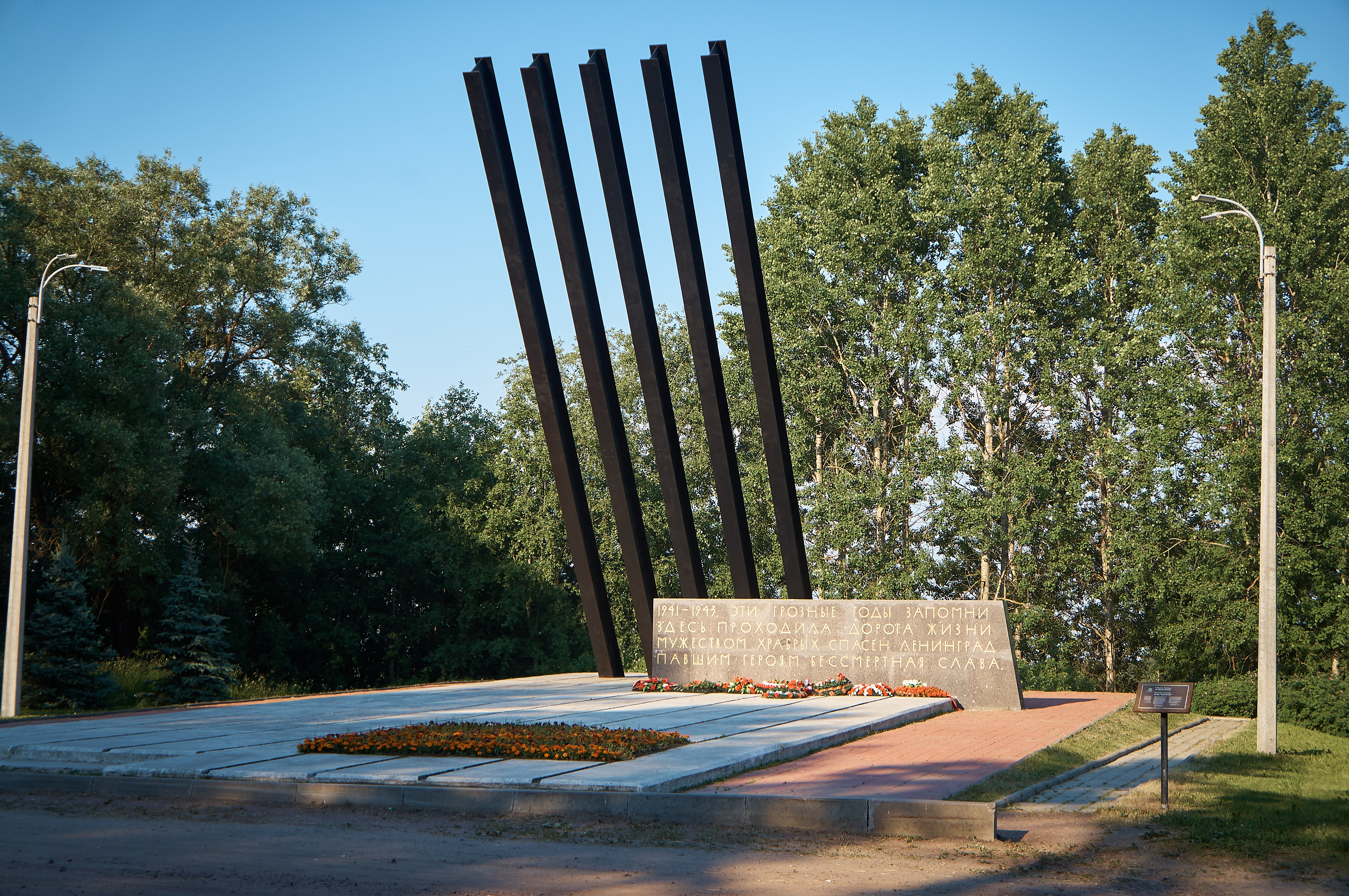
Монумент «Катюша»